# غريغ كلوسن
غريغ كلوسن هو سياسي أمريكي، ولد في 8 أكتوبر 1947. نشط حزبياً في حزب العمال المزارعين الديمقراطيين في مينيسوتا. وقد انتخب عضو مجلس ولاية مينيسوتا ‏.